# Meijer Drukker

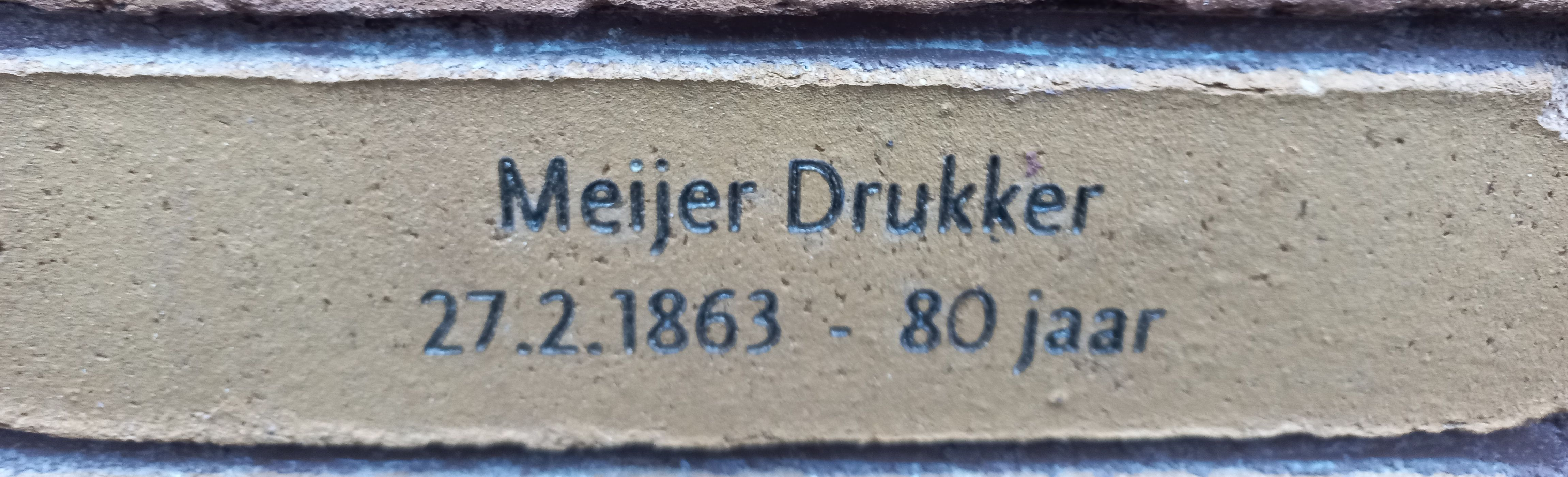
Steen Meijer Drukker in Holocaust Namenmonument (januari 2023)

Meijer Drukker (Rotterdam, 27 februari 1863 – Sobibór, 23 april 1943) was een Nederlands violist.
Hij was zoon van koopman Leendert Marcus Drukker en Dina de Groot. Hij huwde Carolina Bernardina de Groot. Hun laatste levensjaren woonde het echtpaar in Wageningen, waar zij door Nazi-Duitsland werden opgepakt. Zij werden gedeporteerd en werden op 23 april 1943 omgebracht in vernietigingskamp Sobibór. Hun namen komen voor op de lijst van 71 omgebrachte Joodse burgers uit Wageningen en omgeving, die opgeborgen is in het monument De Levenspoort.
Hij kreeg zijn muziekopleiding in Rotterdam van Emanuel Wirth, Czilla (viool) en Friedrich Gernsheim (muziektheorie en contrapunt). Hij ging vervolgens aan de slag als violist in het Parkorkest van Willem Stumpff te Amsterdam. Daarna speelde hij in diverse orkesten in Amsterdam, Rotterdam, Aken en vanaf 1893 in Utrecht. Hij bekleedde daar vanaf 1904 in het Utrechts Stedelijk Orkest tevens de functie van tweede concertmeester. Ook was hij administrateur van dat orkest. Hij gaf een aantal jaren les en gaf ook kamermuziekconcerten.  In 1920 legde hij na zevenentwintig jaar in Utrecht zijn speelfunctie neer.
Hij wordt herdacht in het Holocaust Namenmonument in Amsterdam. 